# 菅谷勘三郎

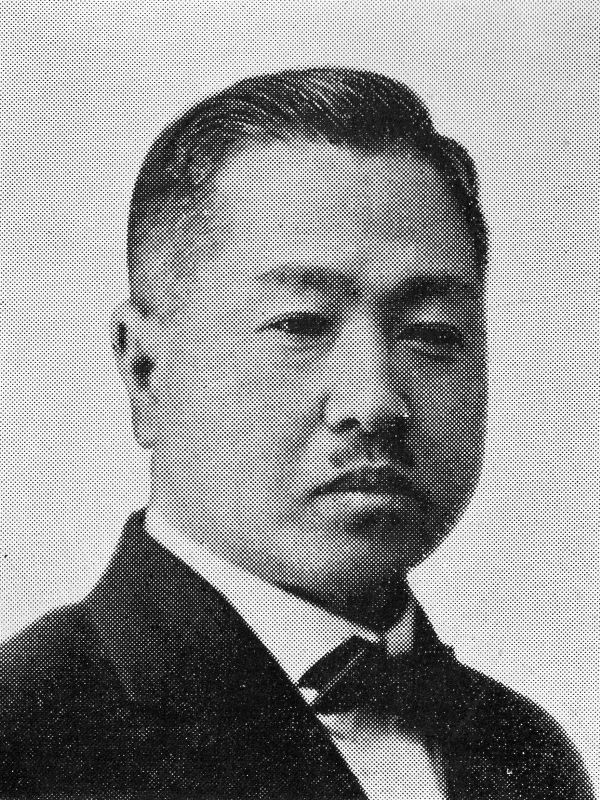
菅谷勘三郎

菅谷 勘三郎（すがや かんざぶろう、1886年〈明治19年〉1月2日 - 1953年〈昭和28年〉4月18日）は、大正・昭和時代の日本の政治家。群馬県議会議員（1期）、群馬県会議員（6期）、第27代群馬県会議長、吾妻郡岩島村長などを務めた。幼名は善之（よしゆき）。

## 来歴
1886年（明治19年）、群馬県吾妻郡郷原村（岩島村を経て現・東吾妻町）の旧家に、村会議員などを務めた先代勘三郎とやいの次男として生まれる。先祖は菅谷勘右衛門の名を世襲し苗字帯刀を許された豪農・名主であった。1892年（明治25年）に父が死去したため勘三郎を襲名し、後に村長を務める叔父・慎三郎の後見を受ける。1903年（明治36年）に群馬県立農学校を卒業した後は、家業の農業に従事した。
岩島村消防組長や村会議員を経て1920年（大正9年）に岩島村長に就任。1923年（大正12年）に群馬県会議員に初当選。以後1947年（昭和22年）まで6期務める。民政党に所属した。1941年（昭和16年）には第27代群馬県会議長に就任（吾妻郡選出の議員として初）。
戦後、GHQの指令により公職追放となる。
追放解除後の1951年（昭和26年）、群馬県議会議員選挙に出馬して当選し、県政への復帰を果たす。
1953年（昭和28年）、議員在職中に急性肺炎で死去。没後従六位勲五等を追贈された。また頌徳碑が地元に建立されている。
群馬県購買販売利用組合連合会長、養蚕組合連合会長、群馬県農業会副会長などの農業団体の役職を歴任。岩島銀行や原町銀行にも関与したほか、碓氷社万年組で製糸業にも携わった。群馬県会議員・衆議院議員・参議院議員を歴任した木檜三四郎は同郷の先輩であり、親交があった。